# Секретаріат ООН
Секретаріат ООН — адміністративний орган ООН, який обслуговує інші органи, виконує програми і втілює в життя політику, розроблену ними. Робота Секретаріату включає: керівництво операціями з підтримування миру; організацію міжнародних конференцій з проблем світового значення; підготовку оглядів світових економічних та соціальних тенденцій і проблем; здійснення досліджень; перекладання виступів, документів; забезпечення світових засобів масової інформації відомостями про діяльність ООН.
Міжнародний персонал Секретаріату налічує 15 тисяч співробітників з понад 170 країн, що працюють як у центральних установах у Нью-Йорку, так і у відділеннях у всьому світові.
Секретаріат очолює Генеральний секретар, якого призначає Генеральна Асамблея за рекомендацією Ради Безпеки. Першим Генеральним секретарем був Трюгве Гальвдан Лі (Норвегія), який обіймав цю посаду до 1953 року. Даґ Гаммаршельд (Швеція) був Генеральним секретарем з 1953 до 1961 року. У Тан (Бірма, нині М'янма) очолював ООН до 1971 р., його змінив Курт Вальдгайм (Австрія), який перебував на цій посаді з 1972 до 1981 року. Хав'єр Перес де Куельяр (Перу) вступив на посаду 1 січня 1982 року. 3 1992 р. Генеральним секретарем ООН був єгиптянин Бутрос Бутрос Галі. У грудні 1996 р. Секретаріат очолив представник Африканського континенту, дипломат з Гани Кофі Аннан. З 2007 до 2016 року посаду обіймав Пан Гі Мун. З 1 січня 2017 року генеральним секретарем є Антоніу Гутерреш.

## Структура секретаріату ООН
Секретаріат ООН має таку структуру:
- Канцелярія Генерального секретаря (англ. Executive Office of the Secretary-General)  [Архівовано 15 листопада 2018 у Wayback Machine.]

- Канцелярія прессекретаря Генерального секретаря (англ. Office of the Spokesperson for the Secretary-General)
- Служба протоколу та зв'язку (англ. Protocol and Liaison Service)

- Управління служб внутрішнього нагляду (англ. Office of Internal Oversight Services)  [Архівовано 25 жовтня 2017 у Wayback Machine.]

- Відділ внутрішнього аудиту (англ. Internal Audit Division)
- Відділ інспекції та оцінки (англ. Inspection and Evaluation Division)
- Відділ розслідувань (англ. Investigations Division)

- Управління з правових питань (англ. Office of Legal Affairs)  [Архівовано 28 вересня 2011 у Wayback Machine.]

- Канцелярія юрисконсульта (англ. Office of the Legal Counsel)
- Генеральний юридичний відділ (англ. General Legal Division)
- Секція договорів (англ. Treaty Section)
- Відділ кодифікації (англ. Codification Division)
- Відділ міжнародного торгового права (англ. International Trade Law Division)
- Відділ з питань океану та морського права (англ. Division for Ocean Affairs and the Law of the Sea)

- Департамент з політичних питань (англ. Department of Political Affairs)  [Архівовано 5 листопада 2017 у Wayback Machine.]

- Африканський відділ (англ. Africa I and II Divisions)
- Відділ країн Америки (англ. Americas Division)
- Азіатсько-Тихоокеанський відділ (англ. Asia and the Pacific Division)
- Відділ країн Європи (англ. Europe Division)
- Відділ країн Близького Сходу та Західної Азії (англ. Middle East and West Asia Division)
- Відділ допомоги з питань проведення виборів (англ. Electoral Assistance Division)
- Управління цільової групи з боротьби з тероризмом (англ. Counter-Terrorism Implementation Task Force (CTITF) Office)
- Канцелярія Спеціального радника Генерального секретаря з попередження геноциду (англ. Office of the Special Adviser of the Secretary-General on the Prevention of Genocide)
- Канцелярія Спеціального радника Генерального секретаря з М'янми (англ. Office of the Special Adviser to the Secretary-General for Myanmar)
- Відділ з прав палестинців (англ. Division for Palestinian Rights)
- Відділ політики та посередництва (англ. Policy and Mediation Division)
- Відділ у справах Ради Безпеки (англ. Security Council Affairs Division)
- Група з деколонізації (англ. Decolonization Unit)

- Управління з питань роззброєння (англ. Office for Disarmament Affairs)  [Архівовано 20 жовтня 2017 у Wayback Machine.]

- Сектор з питань зброї масового знищення (англ. Weapons of Mass Destruction Branch)
- Сектор з питань звичайної зброї (англ. Conventional Arms Branch)
- Сектор з інформаційно-пропагандистської діяльності (англ. Information and Outreach Branch)
- Сектор з питань регіонального роззброєння (англ. Regional Disarmament Branch)
- Сектор з секретарського та конференціального забезпечення Конференції з роззброєння (англ. Conference on Disarmament Secretariat and Conference Support Branch)

- Департамент миротворчих операцій (англ. Department of Peacekeeping Operations)  [Архівовано 8 листопада 2019 у Wayback Machine.]
- Управління операцій ООН (англ. Office of Operations)

-   - Відділ Африки I (англ. Africa I Division)
  - Відділ Африки II (англ. Africa II Division)
  - Відділ Азії та Близького Сходу (англ. Asia and Middle East Division)
  - Відділ Європи та Латинської Америки (англ. Europe and Latin America Division)

- Управління з військових питань (англ. Office of Military Affairs)

- Управління у справах органів забезпечення законності і безпеки (англ. Office of Rule of Law and Security Institutions)

-   -  Відділ поліції (англ. Police Division)
  -  Служба з питань діяльності, пов'язаної із розмінуванням (англ. Mine Action Service)
  -  Секція з питань роззброєння, демобілізації та реінтеграції (англ. Disarmament, Demobilization and Reintegration Section)
  -  Служба консультування з питань кримінального права та судочинства (англ. Criminal Law and Judicial Advisory Service: Justice and Corrections)
  -  Відділ з питань реформування сектора безпеки (англ. Security Sector Reform Unit)

- Відділ з питань політики, оцінки та навчання (англ. Policy, Evaluation and Training Division)

- Департамент польової підтримки (англ. Department of Field Support)  [Архівовано 8 листопада 2019 у Wayback Machine.]

- Канцелярія помічника Генерального секретаря (англ. Office of the Assistant Secretary-General)
- Відділ польового персоналу (англ. Field Personnel Division)
- Відділ бюджету та фінансування польових операцій (англ. Field Budget and Finance Division)
- Відділ матеріально-технічного забезпечення (англ. Logistics Support Division)
- Відділ інформаційно-комунікаційних технологій (англ. Information & Communications Technology Division)
- Відділ з питань політики оцінювання та підготовки кадрів (англ. Policy Evaluation and Training (PET) Division)
- База матеріально-технічного постачання ООН в Бріндізі (англ. United Nations Logistics Base in Brindisi, UNLB)

- Управління з координації гуманітарних питань (англ. Office for the Coordination of Humanitarian Affairs)  [Архівовано 19 березня 2018 у Wayback Machine.]

- Відділ координації (англ. Coordination)
- Сектор розробки політики (англ. Policy)
- Сектор пропагандистської діяльності (англ. Advocacy)
- Сектор управління інформацією (англ. Information Management)
- Фінансування гуманітарної діяльності (англ. Humanitarian Financing)

- Департамент з економічних та соціальних питань (англ. Department of Economic and Social Affairs)  [Архівовано 3 січня 2020 у Wayback Machine.]
- Управління з фінансування розвитку (англ. Financing for Development Office)
- Управління підтримки та координації Економічної і соціальної  ради і координації (англ. Office for ECOSOC Support and Coordination)

- Відділ соціальної політики та розвитку (англ. Division for Social Policy and Development)
- Секретаріат Форуму ООН по лісах (англ. Secretariat of the UN Forum on Forests)
- Статистичний відділ ООН (англ. Statistics Division)
- Відділ сталого розвитку (англ. Division for Sustainable Development)
- Відділ народонаселення (англ. Population Division)
- Відділ політики та аналізу в сфері розвитку (англ. Development Policy and Analysis Division)
- Відділ публічного управління та управління розвитком (англ. Division for Public Administration and Development Management)

- Управління з розвитку потенціалу (англ. Capacity Development Office)

- Форум Організації Об'єднаних Націй по лісах (англ. United Nations Forum on Forests)

- Департамент у справах Генеральної Асамблеї та управлінню конференціями (англ. Department for General Assembly and Conference Management)  [Архівовано 24 жовтня 2017 у Wayback Machine.]
- Управління протоколу та зв'язку (англ. Office of Protocol and Liaison Service)

- Служба  централізованого планування та координації (англ. Central Planning and Coordination Service)
- Відділ  у справах Генеральної Асамблеї та роботи Економічної і соціальної  ради і координації (англ. General Assembly and ECOSOC Affairs Division)
- Відділ обслуговування засідань та видавницької діяльності (англ. Meetings and Publishing Division)
- Відділ документації (англ. Documentation Division)

- Департамент публічної інформації (англ. Department of Public Information)  [Архівовано 25 жовтня 2017 у Wayback Machine.]

- Відділ новин і засобів масової інформації (англ. News and Media Division)
- Інформаційно-пропагандистській відділ (англ. Outreach Division)
- Відділ стратегічних комунікацій (англ. Strategic Communications Division)

- Департамент безпеки та охорони (англ. Department of Safety and Security)

- Служба військової польової підтримки (англ. Field Support Service)
- Відділ регіональних операцій (англ. Division of Regional Operations)
- Відділ служб безпеки та охорони штаб-квартири (англ. Division of Headquarters Security and Safety Services)

- Департамент менеджменту (англ. Department of Management)  [Архівовано 6 листопада 2017 у Wayback Machine.]
- Управління планування програм, бюджету та рахунків (англ. Office of Programme Planning, Budget and Accounts)

- Відділ планування програм та бюджету (англ. Programme Planning and Budget Division)
- Казначейство (англ. Treasury)

- Управління з питань людських ресурсів (англ. Office of Human Resources Management)

- Портал гуманітарних ресурсів (англ. HR Portal)
- Кар'єрний портал (англ. Careers Portal)
- Програма стажувань (англ. Internships)

- Управління централізованого допоміжного обслуговування (англ. Office of Central Support Services)

- Відділ закупівель (англ. Procurement Division)
- Секція ведення архівів та документації (англ. Archives and Records Management)
- Поштова адміністрація ООН (англ. United Nations Postal Administration)

- Управління інформаційно-комунікаційних технологій (англ. Office of Information and Communication Technology)

- Умоджа (Umoja)

- Органи внутрішньої системи правосуддя (англ. Internal Justice Bodies)

- Канцелярія Омбудсмена Організації Об'єднаних Націй (англ. Office of the United Nations Ombudsman)

- Управління з питань правосуддя (англ. Office of Administration of Justice)
- Трибунал по суперечках з ООН (англ. UN Dispute Tribunal)
- Апеляційний трибунал ООН (англ. UN Appeals Tribunal)
- Адміністративний трибунал ООН (англ. United Nations Administrative Tribunal) — діяльність було зупинено 31 грудня 2009 року згідно з резолюцією 63/253 ГА ООН

- Інші підрозділи ООН (англ. Other Offices)
- Управління підтримки будівництва миру (англ. Peacebuilding Support Office)

- Об'єднаний пенсійний фонд персоналу ООН  (англ. United Nations Joint Staff Pension Fund)
- Секретаріат Координаційної ради керівників системи ООН (англ. Secretariat of the UN System Chief Executives Board for Coordination, CEB)
- Бюро з питань етики (англ. Ethics Office)
- Бюро з Глобального Договору (англ. Global Compact Office)

- Управління ООН з питань партнерства (англ. United Nations Office for Partnerships, UNOP)

- Фонд демократії ООН (англ. United Nations Democracy Fund, UNDEF)
- Союз персоналу ООН (англ. United Nations Staff Union)
- Служба ООН із зв'язків з неурядовими організаціями (англ. United Nations Non-Governmental Liaison Service, NGLS)

- Спеціальні радники, представники та посланці (англ. Special Advisers, Representatives and Envoys)
- Управління Верховного представника з країн: найменш розвинених; що розвиваються; що не мають виходу до моря та малих острівних країн (англ. Office of the High Representative for the Least Developed Countries, Landlocked Developing Countries and Small Island Developing States)

- Канцелярія Спеціального радника з Африки (англ. Office of the Special Adviser on Africa)
- Канцелярія Спеціального радника Генерального секретаря з попередження геноциду (англ. Office of the Special Adviser to the Secretary-General on the Prevention of Genocide)
- Канцелярія Спеціального представника Генерального секретаря з питань дітей та збройних конфліктів (англ. Office of the Special Representative of the Secretary-General for Children and Armed Conflict)
- Канцелярія Спеціального представника Генерального секретаря з питань сексуального насильства в конфліктах (англ. Office of the Special Representative of the Secretary-General on Sexual Violence in Conflict)
- Бюро з питань спорту для розвитку та миру (англ. Office on Sport for Development and Peace)
- Канцелярія Спеціального радника Генерального секретаря з М'янми (англ. Office of the Special Adviser to the Secretary-General for Myanmar)
- Спеціальні та особисті представники та посланці Генерального секретаря — за списком (англ. Special and Personal Representatives and Envoys of the Secretary-General)

- Офіси за межами головного штабу (англ. Offices Outside the Main Headquarters)

Женева:
- Офіс Організації Об'єднаних Націй в Женеві (англ. United Nations Office at Geneva)
- Управління Верховного комісара Організації Об'єднаних Націй з прав людини (англ. Office of the United Nations High Commissioner for Human Rights)
- Управління ООН із зменшення ризику лих (англ. Office for Disaster Risk Reduction)

- Інформаційно-пропагандистський відділ (англ. Advocacy and Outreach Section)
- Відділ знань з ризиків (Risk Knowledge Section)
- Відділ координації з питань зниження ризику лих (англ. Disaster Risk Reduction (DRR) Coordination Section)

- Найробі: Офіс Організації Об'єднаних Націй в Найробі (англ. United Nations Office at Nairobi)

Відень:
- Офіс Організації Об'єднаних Націй у Відні (англ. United Nations Office at Vienna)
- Управління Організації Об'єднаних Націй з наркотиків та злочинності (англ. United Nations Office on Drugs and Crime)

- Регіональні комісії ООН (англ. UN Regional Commissions)

- Бангкок: Економічна та соціальна комісія для Азії та Тихого океану (англ. Economic and Social Commission for Asia and the Pacific)
- Бейрут: Економічна та соціальна комісія для Західної Азії (англ. Economic and Social Commission for Western Asia)
- Аддіс-Абеба: Економічна комісія для Африки (англ. Economic Commission for Africa)
- Женева: Європейська економічна комісія ООН (англ. Economic Commission for Europe)
- Сантьяго: Економічна комісія для Латинської Америки та Карибського басейну (англ. Economic Commission for Latin America and the Caribbean)